# Londrina
Londrina este un oraș în situat în nordul statului Paraná (PR), Brazilia. Localitatea fost fondată în 1929 de britanici, câpătând statut de municipiu în 1934. Situată la 381 km de capitala paraneză, Curitiba, Londrina cu 506 645 locuitori e al doilea oraș în stat, ca populație, și al patrulea în regiunea Sud.